# Israel no Festival Eurovisão da Canção 2010
Israel foi o décimo primeiro país a confirmar a sua presença no Festival Eurovisão da Canção 2010, a 18 de Maio de 2009. Com esta participação, Israel realiza a sua trigésima terceira participação no Festival Eurovisão da Canção. Para eleger o seu representante, Israel ainda não revelou nenhum detalhe da maneira como o irá fazer, no entanto é provável que utilize o seu Kdam Eurovision, onde um artista é seleccionado internamente e a canção através da votação do público (também existe a possibilidade de se realizar o mesmo evento, mas com ligeiras alterações, entre elas, a abertura do concurso a todos os que quiserem participar). No último ano, em 2009, Israel conseguiu alcançar o 16º lugar (entre 25), com 53 votos.

## Kdam Eurovision 2010
| # | Artista     | Canção        | Letras (l) / Música (m)              |
| - | ----------- | ------------- | ------------------------------------ |
| 1 | Harel Skaat | "Le'an?"      | Eyal Shahar (m & l), Sahar Hagay (l) |
| 2 | Harel Skaat | "Millim"      | Tomer Hadadi (m), Noam Horev (l)     |
| 3 | Harel Skaat | "Ela'yich"    | Ohad Chitman (m), Noam Horev (l)     |
| 4 | Harel Skaat | "Le'hitkarev" | Nitzan Keikov (m), Sahar Hagay (l)   |